# Krhotine 2005
Krhotine 2005 box-set je zagrebačkog rock glazbenika Drage Mlinarca, koji izlazi 2005.g. Krhotine su glazbeno izdanje sa sasvim novom skladbom "Drums in 3 FUN", glazbom za kazališnu predstavu Micheala de Ghelderodea; "Kristofor Kolumbo", koju je Drago Mlinarec skladao 2001. Album je obogaćeno izdanje objavljeno u čast dodjeli "Porina", kojeg je Mlinarec 2005. dobio za životno djelo. Materijal se sastoji od četrnaest skladbi, a objavljuje ga diskografska kuća Croatia Records.

## Popis pjesama
1. "Noćna ptica"
2. "Mora da sam bio mlad"
3. "Vjetar s juga"
4. "Caracas"
5. "Prijatelj"
6. "Volim ih"
7. "Penzioneri"
8. "Zelen k'o zelena trava"
9. "Prolazi jesen"
10. "Negdje postoji netko"
11. "San"
12. "Rođenje"
13. "Helena lijepa i ja u kiši"
14. "Drums In 3 Fun"

## Izvođači
- Drago Mlinarec - gitara, vokal, usna harmonika, tekst, skladatelj

## Vanjske poveznice
- Diskografija Drage Mlinarca